# Hilderstone
Hilderstone – wieś i civil parish w Anglii, w Staffordshire, w dystrykcie Stafford. W 2011 civil parish liczyła 641 mieszkańców. Hilderstone jest wspomniana w Domesday Book (1086) jako Helduluestone/Hilduluestune.